# 247 (număr)
247 (două sute patruzeci și șapte) este numărul natural care urmează după 246 și precede pe 248 într-un șir crescător de numere naturale.

## În matematică
247:
- Este un număr impar.
- Este un număr compus.[1]
- Este un număr deficient.[2][3]
- Este un număr semiprim.[4][5]
- Este un număr briliant.[6][7] deoarece este un produs de numere prime având același număr de cifre.
- Este un număr pentagonal.[8][9]
- Este un număr centrat 41-gonal.[10]
- Este un număr harshad[11] în bazele 10, 14, 19, 20, 27, 39, 40, 58, 77, 79, 115, 118, 229 și 235.
- Este un număr palindromic în bazele 18 (DD18) și 246 (11246).
- Este cel mai mic număr care poate fi exprimat ca diferența dintre două numere întregi care conțin împreună toate cifrele 0–9. (247 = 50123 – 49876).[12]

## În știință

### În astronomie
- Obiectul NGC 247 din New General Catalogue este o galaxie spirală cu o magnitudine 9,1 în constelația Balena.
- 247 Eukrate este un asteroid din centura principală.
- 247P/LINEAR este o cometă periodică din sistemul nostru solar.

## În alte domenii
247 se poate referi la:
- Substitutul din adresele URL pentru 24/7, o abreviere a expresiei „24 de ore pe zi, 7 zile pe săptămână” având semnificația de „permanent”.
- Numărul aproximativ de acri dintr-un kilometru pătrat (1 km2 ≈ 247.10538 acri).